# Kenttäsaari (ö i Lappland, Östra Lappland, lat 66,27, long 28,10)
Kenttäsaari är en ö i Finland. Den ligger i sjön Ala-Suolijärvi och Oivanjärvi och i kommunen Posio i den ekonomiska regionen  Östra Lapplands ekonomiska region  och landskapet Lappland, i den norra delen av landet, 700 km norr om huvudstaden Helsingfors. Öns area är 5,1 hektar och dess största längd är 360 meter i sydöst-nordvästlig riktning.